# رضا نادریان
رضا نادریان (زاده ۹ بهمن ۱۳۶۷ در اصفهان) تکواندوکار ایرانی است. وی در وزن اول تکواندو در المپیک تابستانی پکن شرکت کرد.